# Jocul asasinilor
Jocul asasinilor  (titlu original: Assassination Games) este un film american de acțiune din 2011 regizat de Ernie Barbarash. Rolurile principale au fost interpretate de actorii Jean-Claude van Damme și Scott Adkins. Filmul a fost lansat în Statele Unite la 29 iulie 2011.

## Distribuție
- Jean-Claude van Damme - Vincent Brazil
- Scott Adkins - Roland Flint
- Ivan Kaye - Polo Yakur
- Valentin Teodosiu - Blanchard
- Alin Panc - Kovacs
- Kevin Chapman - Culley
- Serban Celea - Wilson Herrod
- Michael Higgs - Godfrey
- Kris van Varenberg - Schell
- Marija Karan - October
- Bianca van Varenberg - Anna Flint
- Andrew French - Nalbandian